# Переход-галерея между Никольским собором и трапезной Вяжищского монастыря
Переход-галерея между Никольским собором и трапезной — памятник архитектуры. Расположен в Вяжищском монастыре.
Двухъярусную галерею начали строить до 1697 года. Первый ярус — открытая аркада на столбах со сводчатыми перекрытиями, на втором ярусе — крытый переход с коробовым сводом и большими застеклёнными арочными окнами. На переход ведут западное и восточное симметричные крыльца с завершёнными шатрами рундуками.
Крыша двускатная. В описи монастыря 1698 года и на иконе первой половины XVIII века у кровли бочечное завершение, но его следы не удалось обнаружить на практике. В начале XVIII века перестроили в прежних формах западную часть западного крыльца, в начале XIX века восточное крыльцо разобрали, создав на его месте новое, в стиле классицизма, в 1825 году Я. А. Макушев украсил его образом Саваофа. В описи 1748 года упоминается тесовая кровля, предполагается, что в силу материала она к тому времени уже была двускатной.
Вдоль восточного и западного фасадов над арками сделаны фризы из небольших уступчатых прямоугольных ниш с изразцовыми заполнениями.
К 1964 году крыльца, кровля, столярные заполнения были в аварийном состоянии.
В 1960—1970-е годы под руководством Л. Е. Красноречьева было отреставрировано западное крыльцо, восточное воссоздали по аналогии на первоначальных фундаментах. В 1980-е годы своды галереи укрепили стальными стяжками, кровли заменили металлическими, отреставрировали кирпичную кладку и сделали новые кирпичные полы.